# Alfredo Antonini
Alfredo Antonini (Milaan, Italië, 31 mei 1901 – Clearwater, 3 november 1983) was een vooraanstaand Italiaans-Amerikaanse componist en dirigent van symfonieorkesten die vanaf de jaren dertig tot in de vroege jaren zeventig van de twintigste eeuw actief was op het internationale concertpodium en bij het Amerikaanse radio- en televisienetwerk CBS. In 1972 won hij een Emmy Award in de categorie Outstanding Achievement in Religious Programming voor het dirigeren van de première van Ezra Ladermans opera And David Wept voor CBS Television in 1971. Daarnaast werd hij in 1980 onderscheiden met de Italiaanse Orde van Verdienste.

## Biografie
Maestro Antonini werd geboren in Milaan en volgde zijn muzikale opleiding aan het Koninklijk Conservatorium in dezelfde stad. Hij was een leerling van de Italiaanse dirigent Arturo Toscanini. Hij wist zich ook te onderscheiden als organist en pianist in het orkest van operahuis La Scala in Milaan voordat hij in 1929 naar de Verenigde Staten verhuisde.
In de jaren veertig onderscheidde hij zich als dirigent terwijl hij met een aantal toonaangevende orkesten optrad voor het CBS-radionetwerk. Zo trad hij bijvoorbeeld op met het Columbia Concert Orchestra (1940-1949) en het CBS Symphony Orchestra. Daarnaast leidde hij van 1940 tot 1949 het CBS Pan American Orchestra, in het kader van een cultureel diplomatiek initiatief van het Amerikaanse ministerie van Buitenlandse Zaken en het Office of the Coordinator of Inter-American Affairs (een agentschap voor Inter-Amerikaanse samenwerking) tijdens de Tweede Wereldoorlog. Zijn optredens met het CBS Pan American Orchestra zijn vermeldingswaardig omdat ze een rol speelden bij de introductie van Latijns-Amerikaanse muziek en de Mexicaanse bolero bij een groot publiek in de Verenigde Staten.

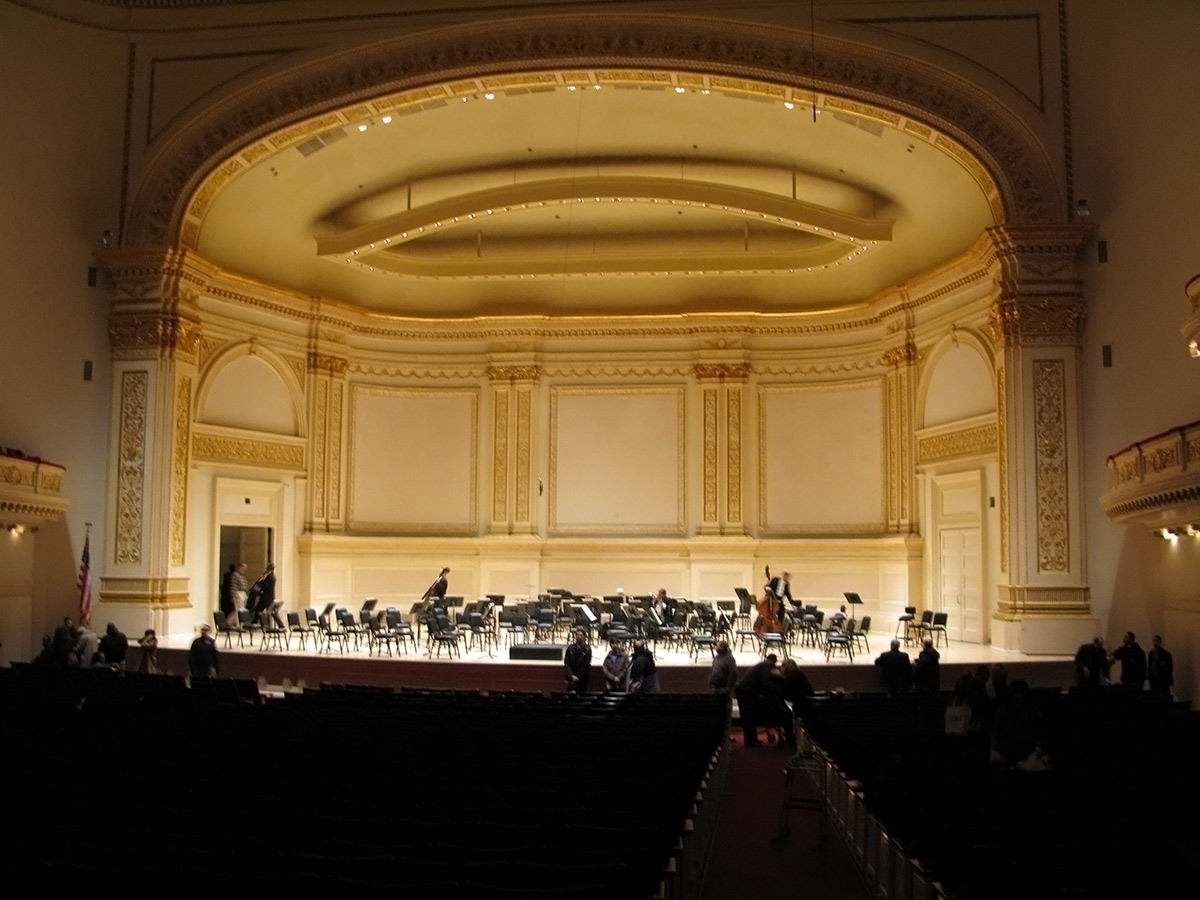
Carnegie Hall, New York, Carnegie-hall-isaac-stern

Voor het muziekprogramma Viva América dirigeerde hij ook live-uitzendingen op de radiozenders van CBS en La Cadena de las Américas. Hij werkte daarbij samen met beroemde artiesten als Nestor Mesta Chayres (Mexicaanse tenor, ook bekend als ‘el gitano de México’, de ‘zigeuner van Mexico’), Terig Tucci (Argentijnse componist/arrangeur), Juan Arvizu (Mexicaanse tenor), Elsa Miranda (zangeres en actrice uit Puerto Rico), Eva Garza (Mexicaans-Amerikaanse zangeres en actrice) en John Serry sr. (Italiaans-Amerikaanse orkestaccordeonist). Samen met Nestor Mesta Chayres en het New York Philharmonic nam hij ook deel aan de concertserie Night of the Americas in Carnegie Hall in New York. Volgens The New York Times keek iedereen reikhalzend uit naar dit optreden. Ook de optredens voor het Inter-America Music Fiesta in Carnegie Hall die hij samen met Juan Arvizu (de ‘troubadour of the Americas’) en het CBS Tipica Orchestra gaf, werden alom goed ontvangen. In 1946 namen Antonini en John Serry het album Latin American Music – Alfredo Antonini and Viva America Orchestra op voor het platenlabel Alpha Records (catalogusnummers 12205A, 12205B, 12206A, 12206B) met een aantal populaire Latijns-Amerikaanse liedjes waaronder Tres Palabras (Osvaldo Farres), Caminito de Tu Casa (Julio Alberto Hernández), Chapinita (Miguel Sandoval) en Noche de Ronda (Augustín Lara). In een recensie in The New Records werd zijn talent als dirigent geprezen en werd het album uitgeroepen tot een van de beste nieuwe albums met Latijns-Amerikaanse muziek.
In de tweede helft van de jaren veertig werkte Antonini met zangeres Victoria Cordova en John Serry sr. voor het merk Muzak samen aan een reeks opnames van muziekstukken die zowel in Noord- als Zuid-Amerika bekend waren. Ze namen onder andere de volgende nummers op: What a Difference a Day Made (Maria Grever), You Belong to My Heart (Agustin Lara), Siboney (Ernesto Lecuona), Amor (Gabriel Ruiz), Edelma Pasillo (Terig Tucci), Say It Isn't So (Irving Berlin), How Deep is the Ocean (Irving Berlin) en A Perfect Day (Carrie Jacobs-Bond). Samen met het latin trio Los Panchos nam hij ook het Chileense lied La Palma op voor Pilotone Records (catalogusnr. P45-5067). Daarnaast nam hij voor Columbia Records een paar nummers op met operabariton Carlo Morelli, waaronder La Spagnola (catalogusnr. 17192-D), Alma Mia (catalogusnr. 17192-D) Canta Il Mare (catalogusnr. 17263-D) en Si Alguna Vez (catalogusnr. 17263-D). Er waren ook samenwerkingen met de Italiaanse operatenor Nino Maritini voor de opname van het lied Amapola (Columbia Records, 17202-D) en met Nestor Chayres voor de opname van Granada (Decca Records, 23770 A).
In de jaren vijftig was Antonini hoogleraar Muziek aan de St. John’s University, die destijds in de wijk Brooklyn in New York was gevestigd. Als muzikaal directeur van het College of Arts and Science (Faculteit van de Vrije Kunsten) was hij verantwoordelijk voor het vak Muziekappreciatie. </ref>[St.John’s College Yearbook, 1954] Ook speelde Antonini in de jaren vijftig een belangrijke rol in een tv-programma van de CBS waarmee men klassieke muziek en operamuziek bij het grote publiek wilde introduceren. Hij werkte samen met Julie Andrews, Richard Rodgers en Oscar Hammerstein II in een tv-productie van de musical Cinderella voor CBS die in 1957 live werd uitgezonden op tv en werd bekeken door 107 miljoen mensen. In dit decennium trad hij ook op met operadiva’s als Eileen Farrell en Beverly Sills, beiden sopraan. In datzelfde jaar werd Antonini muzikaal leider en dirigent van het Tampa Philarmonic Orchestra in Florida.

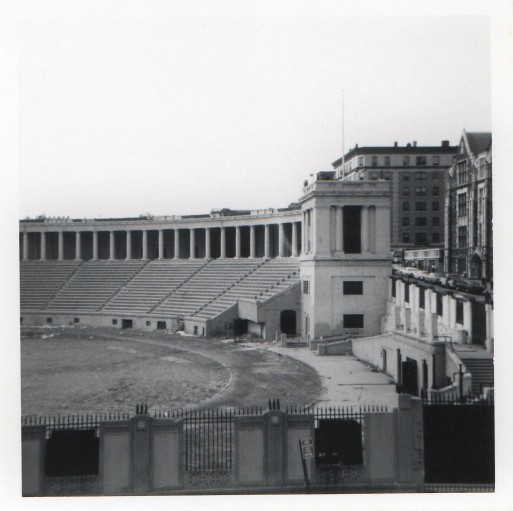
City College of New York - Lewisohn Stadium, New York (1973)

In de jaren veertig, vijftig en zestig was Alfredo Antonini ook een van de dirigenten van de openluchtconcerten die ’s zomers in het historische Lewisohn Stadium in New York werden opgevoerd. Ieder seizoen trad hij minstens één keer op en speelde dan met toonaangevende talenten van de Metropolitan Opera. Zijn uitvoeringen met het New York Philharmonic Symphony Orchestra en het Lewisohn Stadium Orchestra tijdens de concertreeks Italian Night trokken regelmatig meer dan 13.000 bezoekers. Tijdens deze optredens werden aria’s uit het standaard Italiaanse operarepertoire ten gehore gebracht en traden er grootheden als Jan Peerce, Eileen Farrell, Richard Tucker, Beverly Sills, Licia Albanese, Eva Likova, Robert Weede, Cloe Elmo en Robert Merrill voor het voetlicht.
Eind jaren vijftig en begin jaren zestig stond Antonini aan het hoofd van het CBS Orchestra in American Musical Theater. Dit publieke tv-programma was een initiatief van de onderwijsraad van de stad New York vóór de komst van de openbare omroep Public Television Network. Het deed verslag van de ontwikkeling van muziektheater in Amerika voor een klein publiek van middelbare scholieren. Er waren gastoptredens van onder anderen componist Richard Rodgers en tapdanser John Bubbles. In 1960 trad Antonini ook op als gastdirigent in de uitvoering van Mozarts Klarinetconcert in het Lewisohn Stadium samen met instrumentale solisten als Benny Goodman. Daarnaast stond hij aan het hoofd van het orkest Symphony of the Air in de live prime-time tv-special Spring Festival of Music voor CBS Television. Deze samenwerking met pianist John Browning en producer Robert Herridge mondde uit in een virtuoze uitvoering van een deel van Sergej Rachmaninovs Tweede pianoconcert. De uitvoering viel op door het hoge muzikale niveau en de opvallende visuele presentatie op televisie.
In 1962 werkte Antonini samen met presidentsvrouw Jacqueline Kennedy, regisseur Franklin J. Schaffner en journalist Charles Collingwood van CBS News aan de baanbrekende tv-documentaire A Tour of the White House with Mrs. John F. Kennedy. De documentaire werd wereldwijd door meer dan 80 miljoen kijkers bekeken en kreeg veel lovende kritieken.
In 1964 trad Antonini op met het CBS Symphony Orchestra in een bejubelde bewerking van Hector Berlioz’ kerstoratorium L’enfance du Christ voor CBS Television. De operasolisten, onder wie Sherrill Milnes, Giorgio Tozzi, Ara Berberian en Charles Anthony, werden ondersteund door het koor van de Camerata Singers. In datzelfde jaar werkte hij ook mee als dirigent aan een aflevering van de tv-serie The CBS Repertoire Workshop, ‘Feliz Borinquen’, waarin gerenommeerde Puerto Ricaanse artiesten als Martina Arroyo en Raúl Dávila hun talenten lieten zien.

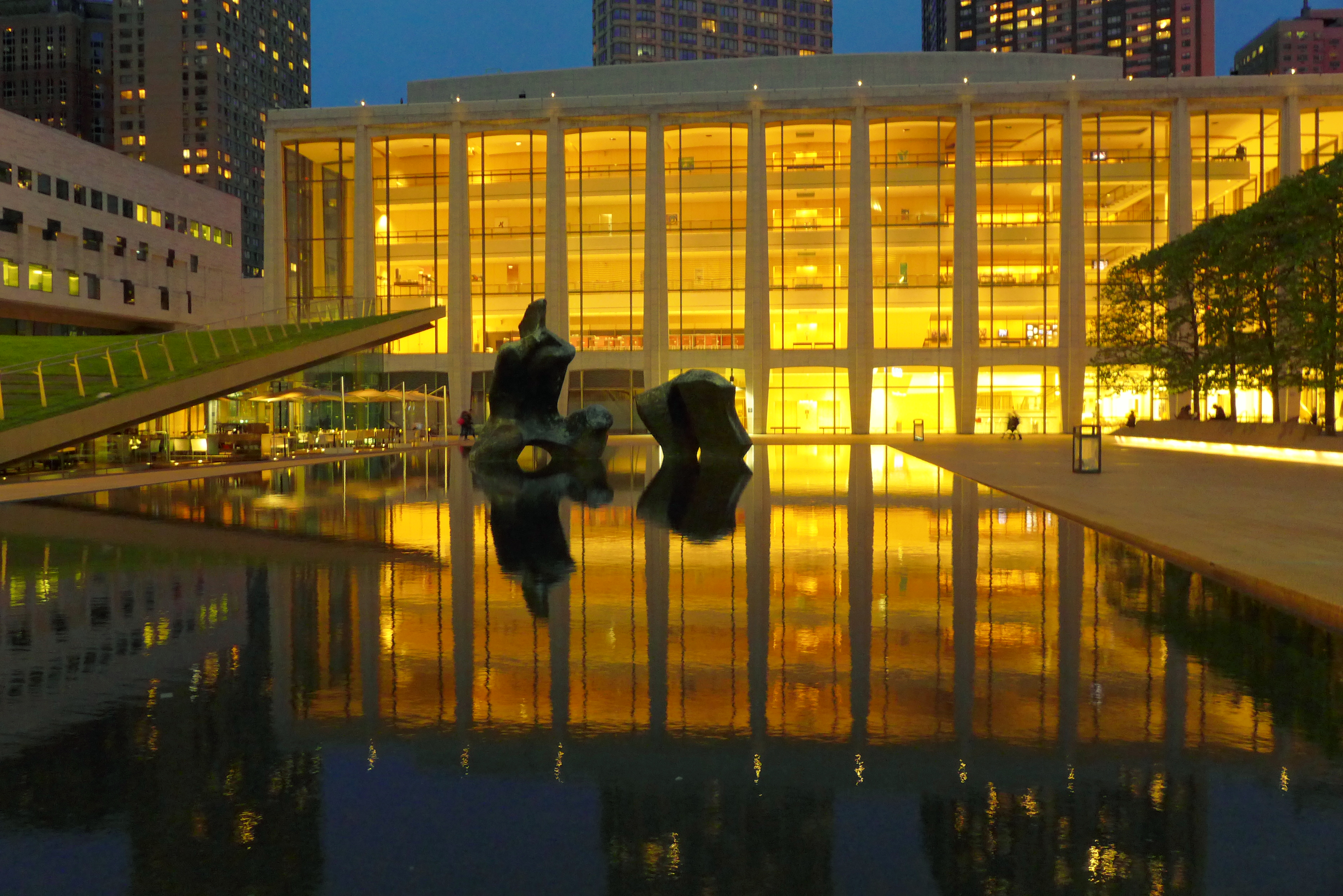
Philharmonic Hall - Lincoln Center. Avery Fisher Hall met een beeldhouwwerk van Henry Moore

In de jaren veertig trad Alfredo Antoni ook op als dirigent op de New Yorkse radiozender WOR. In de jaren vijftig gaf hij bovendien gastoptredens bij toonaangevende symfonieorkesten in Amerika (Chicago en Milwaukee), Noorwegen (Oslo) en Chili. In de jaren vijftig richtte hij ook het Tampa Philharmonic Orchestra op in de stad Tampa in Florida, dat uiteindelijk zou opgaan in de Florida Gulf Coast Symphony. In de jaren zestig trad de maestro op als gastdirigent van het New York Philharmonic in een groots benefietconcert in de Philharmonic Hall van het Lincoln Center waaraan ook de operazangers Jan Peerce en Robert Merrill deelnamen. In dit decennium bleef hij in verschillende galaconcerten samenwerken met operasterren als Jan Peerce (tenor), Robert Merill (bariton), Franco Corelli (tenor), Nicolai Gedda (tenor) en de sopranen Gabriella Tucci en Dorothy Kirsten. Hij trad ook op met Roberta Peters in het Lewisohn Stadium van het City College of New York voor duizenden toeschouwers.
In 1971 blonk Antonini opnieuw uit als muzikaal directeur, dit maal in de première van Ezra Ladermans opera And David Wept op CBS Television. Met dit optreden verdiende hij een Emmy Award in de categorie Outstanding Achievement in Religious Programming. In deze première werkte hij samen met grootheden als Sherrill Milnes, Rosalind Elias en Ara Berberian. Een aantal jaren later, in 1975, bundelden hij en Berberian opnieuw hun krachten en werkten ze met mezzosopraan Elaine Bonazzi samen in een film voor CBS Television, A Handful of Souls.
Antonini’s samenwerking met CBS Television beperkte zich niet alleen tot opera’s. Hij werkte samen met bekende personen uit verschillende beroepstakken, zoals liefdadigheid (John D. Rockefeller III), overheid (Jacqueline Kennedy Onassis), journalistiek - (Charles Collingwood, Walter Cronkite, Daniel Shorr), kunst (Henry Moore, Kenneth Clark), dans - (Mary Hinkson), toneel (John Alexander, Julie Andrews, Ingrid Bergman, Betty Comden, Henry Fonda, Jackie Gleason, Steven Hill, Ron Holgate, Celeste Holm, Richard Kiley, Howard Lindsay, Michael Redgrave) en het concertpodium (Charles Anthony, John Browning). De muzikale nalatenschap van Antonini is bewaard gebleven op een groot aantal lp-opnames die zijn interesse voor symfonische werken, populaire muziek uit Latijns-Amerika en opera weerspiegelen.

### Overlijden
In 1983 overleed Alfredo Antonini op 82-jarige leeftijd in Clearwater, Florida, tijdens een hartoperatie. Hij werd begraven op de begraafplaats Sylvan Abbey Memorial Park in Clearwater en liet zijn vrouw Sandra en een zoon achter.

## Composities
- The Great City
- Sarabande
- Sicilian Rhapsody
- Suite for Cello and Orchestra
- Preludes for Organ
- Suite for Strings
- The United States of America, Circa 1790
- Mambo Tropical

## Discografie
- Cinderella, vocalist Julie Andrews, Columbia Masterworks (OL5190), 12 Inch LP, 1957?
- American Fantasy, SESAC Records, 33 RPM LP, 195?
- Atmosphere By Antonini - Alfredo Antonini and His Orchestra, Coral Records (LVA 9031), 33PRM LP, 1956
- Romantic Classics, SESAC Records, 33 RPM LP, 195?
- Aaron Copland/Hugo Weisgall/Alfredo Antonini - Twelve Poems of Emily Dickenson, Columbia Masterworks (ML 5106), 33 RPM LP, 1956
- Songs from Sunny Italy - Richard Tucker with Alfredo Antonini Conducting the Columbia Concert Orchestra, Columbia Masterworks (ML 2155), 33 RPM LP, 1950
- Alfredo Antonini and His Orchestra - Dances of Latin America, London Records (LPB.294), 33 RPM LP, 1950
- Alfredo Antonini & The Columbia Concert Orchestra, solist Richard Tucker, Columbia Masterworks (A-1540), 45 RPM, 195?
- Nestor Chayres Singing Romantic Songs of Latin America, Alfredo Antonini dirigent, Decca, 78 RPM, 1947
- Juan Arvizu, Troubadour of the Americas, Alfredo Antonini dirigent, Columbia Records (#36663), 1941 78 RPM, 1941
- Latin American Music - Alfredo Antonini and Viva America Orchestra, Alfredo Antonini dirigent van Viva America Orchestra, Elsa Miranda vocalist, Alpha Records (#12205) 78 RPM, 1946
- Richard Tucker: Just For You with Alfredo Antonini and the Columbia Symphony Orchestra, Columbia Masterworks (A-1619-1), 45 RPM,195?
- Amapola (Joseph Lacalle), vocalist Nino Martini, Columbia (#17202-D) 78 RPM, 194?
- Bolero - No Me Lo Digas (Maria Grever), vocalist Nino Martini, Columbia (#17202-D), 194?

- Nestor Chayres & Alfredo Antonini, Decca (#23770), 78 RPM
- Granada (Agustin Lara), vocalist Nestor Chayres, Decca (#23770), 78 RPM (1946)
- Noche de Ronda (Maria Teressa Lara), vocalist Nestor Chayres, Decca (#23770), 78 RPM (1946)
- La Palma, Los Panchos Trio, Pilotone (#P45 5067), 78 RPM (194?)
- Rosa Negra, Alfredo Antonini Viva America Orchestra, Pilotone (#P45 5069), 78 RPM (194?)
- Alfredo Antonini and The Viva America Orchestra - Chiqui, Chiqui, Cha/Caminito De Tu Casa, Bosworth Music (BA.251), 78 RPM, (194?)
- Music of the Americas, Pilotone Album, 78 RPM LP, 194?
- La Spagnola (V. Di Chiara), vocalist Carlo Morelli, Columbia (#17192D) 78 RPM (194?)
- Alma Mia (Maria Grever), vocalist Carlo Morelli, Columbia (#17192D) 78 RPM (194?)
- Viva Sevilla! en Noche de Amor, vocalist Juan Arvizu, Columbia (#36664) 78 RPM (194?)
- Mi Sarape en Qué Pasó?, vocalist Juan Arvizu, Columbia (#36665) 78 RPM (194?)
- El Bigote de Tomás en De Dónde?, vocalist Juan Arvizu, Columbia (#36666) 78 RPM (194?)
- Canta Il Mare (Mazzola) en Si Alguna Vez (Ponce), vocalist Carlo Morelli Columbia (#17263-D) 78 RPM
- Esta Noche Ha Pasado (Sabre Marrequin), vocalist Luis G. Roldan, Columbia (#6201-x) 78 RPM (194?)
- Tres Palabras (Osvaldo Farres), vocalist Luis G. Roldán, Columbia (#6201-x) 78 RPM (194?)

## Filmografie

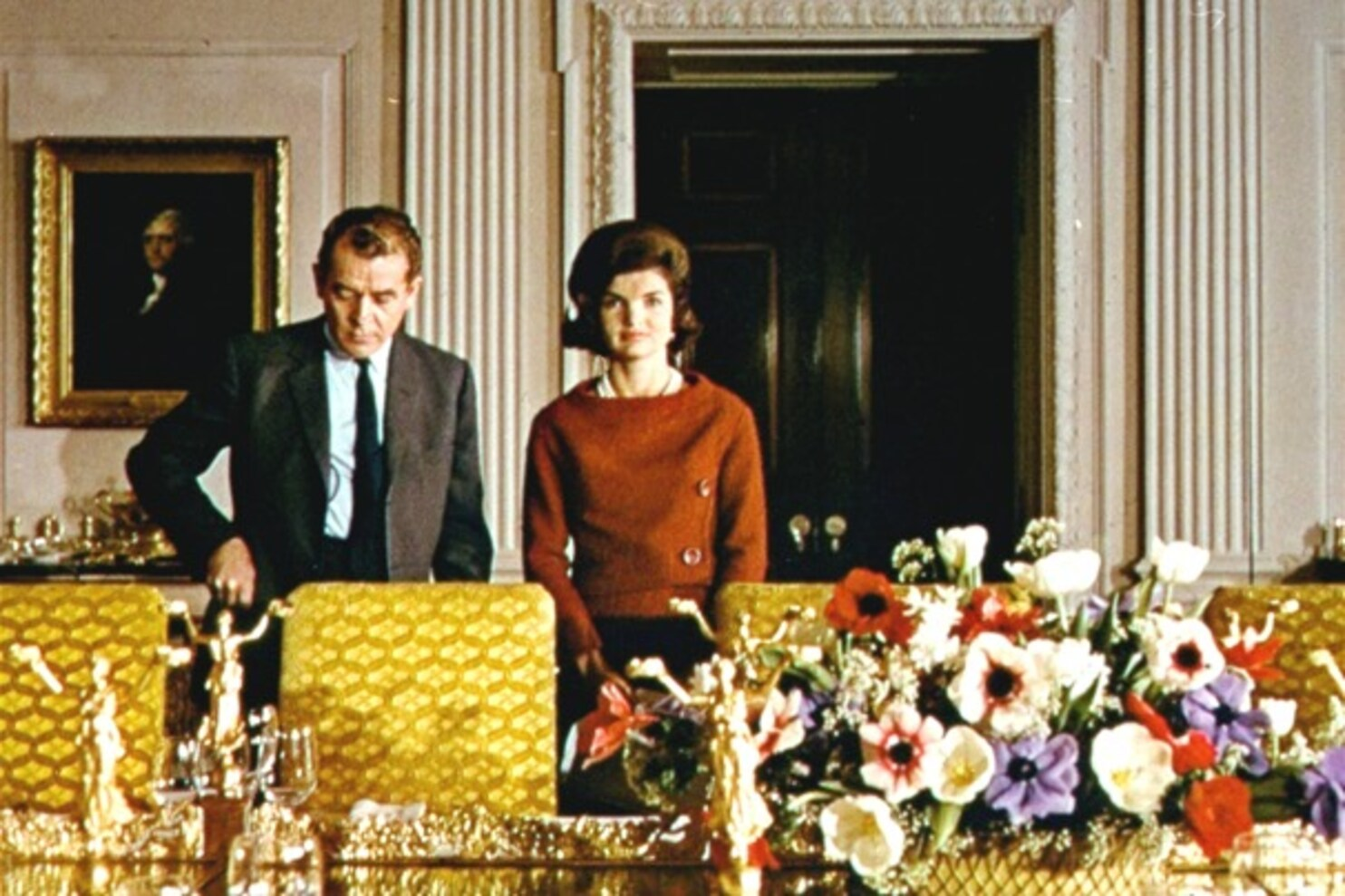
A Tour of the White House with Mrs. John F. Kennedy (1962)
Jacqueline Kennedy en Charles Collingwood
Charles Collingwood murrow27s boys

- A Handful of Souls - (televisiefilm, dirigent, 1975)
- And David Wept - (televisiefilm, muzikaal directeur, 1971)
- Gauguin in Tahiti: The Search for Paradise - (tv-documentaire, dirigent, 1967)
- The Emperor's New Clothes - (televisiefilm, dirigent, 1967)
- Nehru: Man of Two Worlds - (televisiefilm, dirigent, 1966)
- Where the Spies Are - (bioscoopfilm, dirigent, 1966)
- CBS Reports - (tv-documentaire, dirigent, 1965)
- The Nisei: The Pride and the Shame (documentaire van CBS News, dirigent, 1965)
- Jack and the Beanstalk - (televisiefilm, dirigent, 1965)
- Pinocchio - (televisiefilm, dirigent, 1965)
- L'enfance du Christ - (televisiefilm, dirigent, 1964)
- CBS Repertoire Workshop - (tv-serie, dirigent, 1964)
- The Twentieth Century - (tv-documentaire, muzikaal directeur, 1964)
- Arias and Arabesques - (televisiefilm, dirigent, 1962)
- Cabeza de Vaca - (televisiefilm, dirigent, 1962)
- A Tour of the White House - (tv-documentaire, muzikaal directeur, 1962)
- An Act of Faith - (televisiefilm, muzikaal directeur, 1961)
- Twenty-Four Hours in a Woman's Life - (televisiefilm, dirigent, 1961)
- And On Earth, Peace - (televisiefilm, componist, 1961)
- Spring Festival of Music: American Soloists - (televisiefilm, zichzelf, 1960)
- The Right Man - (televisiefilm, dirigent, 1960)
- The Fabulous Fifties - (tv-documentaire, muzikaal directeur, 1960)
- The Movies Learn to Talk - (documentaire van CBS News, dirigent, 1960)
- The American Musical Theater (tv-programma CBS, dirigent,1959)
- The Incredible Turk - (tv-documentaire, dirigent, 1958)
- The Seven Lively Arts - (tv-serie, muzikaal directeur, 1957)
- Air Power - (tv-documentaire, muzikaal directeur, 1956-1957)

- Cinderella - (tv-special, muzikaal directeur, 1957)
- Studio One: Circle of Guilt - (aflevering in tv-serie CBS, dirigent, 1956)
- Studio One: Dino - (aflevering in tv-serie CBS, muzikaal directeur, 1956)
- Studio One: Star-Spangled Soldier - (aflevering in tv-serie CBS, muziek, 1956)
- Studio One in Hollywood - (tv-serie, muzikaal directeur, 1954)
- Studio One: Dark Possession - (aflevering in tv-serie CBS, muzikaal adviseur, 1954)
- Studio One: Let me Go, Lover - (aflevering in tv-serie CBS, muzikaal directeur, 1954)
- Studio One: Dry Run - (aflevering in tv-serie CBS, muziek, 1953)
- The Jane Froman Show - (tv-serie, dirigent, 1952)
- The Cabinet of Dr. Caligari - (televisiefilm, componist, 1920)

## Onderscheidingen
- Primetime Emmy Award for Outstanding Achievement in Religious Programming (1972)
- Award for Distinguished Service to Music van de National Association for American Composers and Conductors (onderscheiding voor bijzondere verdiensten ten dienste van de muziek van de Amerikaanse vereniging van componisten en dirigenten)
- Titel van ‘Commendatore’ (Commandeur), uitgereikt door de president van Italië (1977)
- Grootofficier in de Orde van Verdienste van de Republiek Italië (1980)

## Lidmaatschap van beroepsvereniging
American Society of Composers, Authors and Publishers ASCAP (1948)
- Biblioteca Nacional de España: XX1019660
- Gemeinsame Normdatei: 134722892
- International Standard Name Identifier: 0000 0001 1273 1159
- Library of Congress Control Number: n83125409
- MusicBrainz: 85060676-b56e-48d5-ba7b-5173241c7627
- Nationale Bibliotheek van Israël: 987007274534205171
- Istituto Centrale per il Catalogo Unico: CAGV365338
- Virtual International Authority File: 164374333
- WorldCat: E39PBJfX67FxP9kdbGXYJHdG73